# Fudbalski Klub Rudar Pljevlja 2011-2012
Questa voce raccoglie le informazioni riguardanti il Rudar Pljevlja nelle competizioni ufficiali della stagione 2011-2012.

## Organigramma societario

### Staff tecnico
- Allenatore:  Dragan Radojičić
- Vice-Allenatore:  Vuk Joksimovic
- Assistente tecnico:  Draga Jovanović
- Preparatore atletico:  Miloje Colovic
- Allenatore dei portieri:  Zoran Lazarević
- Dottore del team:  Stipe Vukićević
- Fisioterapista:  Srdjan Knezevic

## Rosa
| N. |                                 | Ruolo | Calciatore         |
| -- | ------------------------------- | ----- | ------------------ |
|    | Montenegro (bandiera)           | P     | Milan Mijatović    |
|    | Bosnia ed Erzegovina (bandiera) | P     | Goran Vukliš       |
|    | Montenegro (bandiera)           | D     | Srđan Šćepanović   |
|    | Montenegro (bandiera)           | D     | Aldin Agović       |
|    | Montenegro (bandiera)           | D     | Ermin Alić         |
|    | Montenegro (bandiera)           | D     | Miroje Jovanović   |
|    | Montenegro (bandiera)           | D     | Vojin Jeknić       |
|    | Montenegro (bandiera)           | D     | Vladan Adžić       |
|    | Serbia (bandiera)               | C     | Ivica Francišković |
|    | Montenegro (bandiera)           | C     | Luka Bakoč         |
|    | Montenegro (bandiera)           | C     | Predrag Brnović    |
|    | Montenegro (bandiera)           | C     | Neđelko Vlahović   |

| N. |                                 | Ruolo | Calciatore          |
| -- | ------------------------------- | ----- | ------------------- |
|    | Montenegro (bandiera)           | C     | Adi Bambur          |
|    | Montenegro (bandiera)           | C     | Miloš Popović       |
|    | Montenegro (bandiera)           | C     | Andrija Kaluđerović |
|    | Montenegro (bandiera)           | C     | Blazo Igumanović    |
|    | Montenegro (bandiera)           | C     | Igor Ivanović       |
|    | Bosnia ed Erzegovina (bandiera) | C     | Edi Rustemović      |
|    | Nigeria (bandiera)              | A     | Sergue Arsene       |
|    | Montenegro (bandiera)           | A     | Jovan Šljivančanin  |
|    | Serbia (bandiera)               | A     | Milenko Nerić       |
|    | Serbia (bandiera)               | A     | Ivica Jovanović     |
|    | Montenegro (bandiera)           | A     | Milivoje Mrdak      |
|    | Montenegro (bandiera)           | A     | Nenad Stojanović    |